# Thyatira (lepidòpter)
Thyatira és un gènere de papallones nocturnes de la subfamília Thyatirinae de la família Drepanidae.

## Taxonomia
- Thyatira batis (Linnaeus, 1758)
- Thyatira bodemeyeri Bang-Haas, 1934
- Thyatira brasiliensis Werny, 1966
- Thyatira casta Felder, 1874
- Thyatira cognata Warren, 1888
- Thyatira delattini (Werny, 1966)
- Thyatira dysimata West, 1932
- Thyatira florina (Gaede, 1930)
- Thyatira hedemanni (Christoph, 1885)
- Thyatira mexicana Edwards, 1884
- Thyatira philippina Laszlo, G. Ronkay, L. Ronkay & Witt, 2007
- Thyatira staphyla Dognin, 1890
- Thyatira tama Schaus, 1933
- Thyatira vicina Guenée, 1852

## Espècies antigues
- Thyatira rubrescens Werny, 1966